# Земплинска Нова Вес
Земплинска Нова Вес (слч. Zemplínska Nová Ves) насељено је мјесто са административним статусом сеоске општине (слч. obec) у округу Требишов, у Кошичком крају, Словачка Република.

## Становништво
| Година:    | 1994. | 2004.   | 2014.   | 2024.   |
| ---------- | ----- | ------- | ------- | ------- |
| Број људи: | 883   | 954     | 900     | 926     |
| Разлика:   |       | +8,04 % | -5,66 % | +2,88 % |

| Година:    | 2023. | 2024.   |
| ---------- | ----- | ------- |
| Број људи: | 922   | 926     |
| Разлика:   |       | +0,43 % |

Према подацима о броју становника из 2024. године насеље је имало 926 становника.